# Evolventa
Evolvénta (latinsko evolvens - odmotavajoč, razmotavajoč, odvijajoč, oziroma evolvere - odmotavati, razmotavati, odvijati; tudi involúta; latinsko involutus - zvit) dane gladke krivulje v ravnini je v diferencialni geometriji krivulj druga krivulja, ki jo dobimo s pritrditvijo namišljene napete niti na dano krivuljo (evoluto) in opazujemo njen prosti konec, ko se ovija po dani krivulji, oziroma odvija po njej. Evolventa je odvojna krivulja, kjer je odvijajoča krivulja premica, ki vsebuje rodovno točko. Normala evolvente je tangenta na dano krivuljo.
Evoluta evolvente je originalna krivulja z nedefinirano ukrivljenostjo.

## Definicija
Če je funkcija {\displaystyle r:\mathbb {R} \to \mathbb {R} ^{n}} naravna parametrizacija krivulje (če za vse s velja {\displaystyle |r^{\prime }(s)|=1}), potem:
{\displaystyle t\mapsto r(t)-tr^{\prime }(t)\!\,}
parametrizira evolvento.
Enačbi evolvente za dano parametrično podano krivuljo sta:
{\displaystyle X[x,y]=x-{\frac {x'\int _{a}^{t}{\sqrt {x'^{2}+y'^{2}}}\,\mathrm {d} t}{\sqrt {x'^{2}+y'^{2}}}}\!\,,}
{\displaystyle Y[x,y]=y-{\frac {y'\int _{a}^{t}{\sqrt {x'^{2}+y'^{2}}}\,\mathrm {d} t}{\sqrt {x'^{2}+y'^{2}}}}\!\,.}

## Zgledi
Evolvente so v tehniki pomembne krivulje. Obliko evolvente krožnice imajo zobje večine sodobnih zobnikov. Dva zobnika v paru, ozobljena z evolventami krožnice, imata enaki relativni vrtilni hitrosti drug na drugega. Poleg tega na oba zobnika deluje enako velika sila, vedno v isti smeri, pravokotno na obe njuni evolventi. Z zobmi drugih oblik relativni hitrosti in sile izmenično naraščajo in padajo, kar povzroča vibracije, šum in preveliko obrabo.
Evolventa verižnice je traktrisa, oblika, ki jo imajo včasih na primer vlečne matrice (še posebej pri globokem vlečenju brez pločevinskega držala) ali pa rogovi, kjer se zaradi ugodnejšega notranjega odboja zvoka zmanjšajo deformacije. Traktrisa je tudi neciklična radiodroma.

### Evolventa krožnice
Evolventa krožnice ima obliko spirale. Parametrično je s kartezičnima koordinatama (x, y) določena z enačbama:
{\displaystyle x=a(\cos t+t\sin t)\!\,,}
{\displaystyle y=a(\sin t-t\cos t)\!\,,}
kjer je a polmer krožnice, t pa kot med abscisno osjo in pravokotnico na tangento krožnice. V polarnih koordinatah (r, φ) ima evolventa krožnice parametrični enačbi:
{\displaystyle r=a\sec t\!\,,}
{\displaystyle \varphi =a\,\operatorname {tg} \,t-t\!\,.}
Euler je predlagal evolvento krožnice za obliko ozobljenega zobnika.

### Evolventa cikloide
Ena evolventa cikloide je kongruentna cikloida. Njeni kartezični parametrični enačbi sta:
{\displaystyle x=a(t+\sin t)\!\,,}
{\displaystyle y=a(3+\cos t)\!\,,}
kjer je t kot, a pa polmer.

### Evolventa verižnice
Evolventa verižnice skozi njeno teme je traktrisa. Njeni kartezični parametrični enačbi sta:
{\displaystyle x=t-\operatorname {th} \,t\!\,,}
{\displaystyle y=\operatorname {sech} \,t\!\,,}
kjer je t kot;
{\displaystyle t=\operatorname {Arch} \,{\frac {1}{y}}\!\,}
in sech hiperbolični sekans ({\displaystyle 1/\operatorname {ch} \,t}).